# Stigmatomeria crassicorne
Stigmatomeria crassicorne är en tvåvingeart som först beskrevs av Hermann Friedrich Stannius 1831.  I den svenska databasen Dyntaxa används istället namnet Stigmatomeria crassicornis. Stigmatomeria crassicorne ingår i släktet Stigmatomeria och familjen svampmyggor. Arten är reproducerande i Sverige. Inga underarter finns listade i Catalogue of Life.